# 1976 في لبنان
فيما يلي قوائم الأحداث التي وقعت خلال عام 1976 في لبنان.

## أحداث
- 19 أكتوبر – مجزرة العيشية

## سياسة

### تعيين في المنصب
- 8 ديسمبر – سليم الحص رئيس وزراء لبنان.

## مواليد

### يناير
- 1 يناير – ياسمين حمدان مغنية لبنانية.

### مارس
- 10 مارس – هيفاء وهبي مغنية وعارضة لبنانية.

### أبريل
- 1 أبريل – حازم المصري لاعب دوري رغبي لبناني.
- 20 أبريل – فادي معلوف مغني ألماني.

### مايو
- 14 مايو – راغدة شلهوب إعلامية لبنانية.

### يوليو
- 1 يوليو – علي ناصر الدين لاعب كرة قدم لبناني.
- 1 يوليو – هاز سليمان ممثل أمريكي.

### أغسطس
- 14 أغسطس – مايا نصري مطربة وممثلة لبنانية.

### أكتوبر
- 1 أكتوبر – ديانا حداد مغنية لبنانية.

## وفيات

### نوفمبر
- 25 نوفمبر – خير الدين الزركلي (مواليد 1893) كاتب و مؤرخ و شاعر وقومي سوري.